# Nkurenkuru
Nkurenkuru est une ville de Namibie, chef-lieu de la région administrative de Kavango West.
À 1 093 m d'altitude, elle est située au bord de l'Okavango.
Sur l'autre rive, on trouve la ville de Cuangar, en Angola ; les deux cités sont reliées par un pont.
C'est une ancienne mission de la Société des missions finlandaise, d'obédience luthérienne.
C'est aussi, jusqu'en 1936, la capitale du royaume d'Uukwangali.

## Histoire
L'histoire de la ville (appelée aussi Kuring Kuru, ce qui signifie « lieu ancien » en langue kwangali), est intimement liée à l'histoire du peuple kavango et à celle de son royaume, le plus occidental des cinq royaumes du peuple kavango.
Les plus anciennes dates connues remontent au milieu du xviiie siècle, lorsque la reine (hompa) d'Uukwangali, Mate I et son peuple quittent leur précédente aire de peuplement, sur la rivière Kwando, près de Mashi, et se déplacent de 500 km vers l'ouest jusqu'à une zone près de Makuzu (17° 29′ 00″ S, 18° 28′ 00″ E), environ 20 km au nord-ouest de Nkurenkuru. La reine Nankali (1750-1775) succède à Mate I. Durant son règne, des tensions apparaissent avec les populations du voisinage. En 1820, sous le règne de la reine Siremo, Nkurenkuru est fondée et devient la résidence des rois durant le règne du roi Mpande, en 1880.
Le 30 décembre 1886, le Portugal et l'Allemagne signent un accord bilatéral qui définit l'Okavango comme frontière entre l'Angola portugais et le Sud-Ouest africain allemand. Les Kavangos, qui avaient colonisé les deux rives, ne sont informés de cela qu'après coup. Sur la rive nord, les Portugais commencent la construction de plusieurs fortins, dont Fort Cuangar, directement en face de la résidence des rois des Kavangos. Sur la rive sud, de nombreuses expéditions militaires et missionnaires sont menées. Le 17 août 1909, Berangar von Zastrow, au nom de l'administration allemande, et le roi Himarua (1886-1910), pour le compte des kavangos, signent un accord de protection (Schutzvertrag) conférant l’autorité du gouvernement sur Windhuk et les terres du roi. En réponse à la construction des fortins sur la rive nord, l'administration allemande ouvre un poste de police à Nkurenkuru le 17 juin 1910 qui, pendant les années qui suivirent, assure essentiellement un rôle de représentation. À la suite de l'éclatement de la Première Guerre mondiale et du meurtre des membres d'une délégation allemande à Naulila, ville à l'extrême sud de l'actuel territoire namibien, le poste de police est utilisé pour lancer une attaque contre Fort Cuangar, le 31 octobre 1914 ; les trente soldats Portugais et Angolais présents dans le fort sont tués. À la fin de la guerre, le poste est fermé et est d'abord remplacé par une occupation britannique temporaire puis par un gouverneur permanent du district de Kavango nouvellement créé. Le nouveau gouvernement local qui suit est issu d'un mandat de la Société des Nations instaurant le Sud-Ouest africain qui sera le nom de la Namibie jusqu'à l'indépendance de 1990. En 1936, le siège administratif du district est déplacé à Rundu ; Nkurenkuru, durant les 50 ans qui suivent, connaît un déclin continu.

## Mission finlandaise
La Société des missions finlandaise s'installe dans le Kavango et à Nkurenkuru au début de 1929. Nkurenkuru est choisie pour abriter la première mission par le chef de mission de l'Ovamboland, Isak Alho, et par Eetu Järvinen, qui avait visité l'endroit l'année précédente. Ce dernier est le premier missionnaire, arrivé le jour de la nouvelle année 1929, afin de construire le bâtiment de la mission. Il est rejoint en 1931 par Anna Rautaheimo, une infirmière, et Kyllili Alava.
En 1990, l'Église évangélique luthérienne en Namibie crée une seconde école et un collège à Nkurenkuru, avec l’aide de la société missionnaire finlandaise. Durant de nombreuses années, l'école a des professeurs venant de Finlande.

## Durant la guerre civile angolaise
Durant la guerre civile angolaise (1975-2002), Nkurenkuru est une base pour la South African Defence Force (« forces armées sud-africaines »).

## Depuis l'indépendance
Depuis l'indépendance de la Namibie en 1990 et en particulier depuis la politique de décentralisation, la cité a vu quelques investissements. En 2006, elle obtient le statut de « municipalité » et est le second centre urbain de la région de Kavango.

## Économie et infrastructures
Comparée à d'autres villes de Namibie, Nkurenkuru est toujours sous-développée ; comme beaucoup d'autres localités du Nord de la Namibie, Nkurenkuru souffre d'une insuffisance d'infrastructures et des troubles politiques dans l'Angola voisin. Jusqu'à aujourd'hui l'économie de la cité se caractérise par une agriculture de petits fermiers et par la présence de quelques services d'intérêt public, un bureau de poste, deux écoles, un petit hôpital, une station-service et quelques petites boutiques.
Depuis 1990 la ville n'a que peu profité du développement des infrastructures nationales. Grâce à la politique de décentralisation menée par le gouvernement, visant à contrecarrer l’exode rural, Nkurenkuru a cependant gagné quelque peu en prospérité économique. Du fait de son statut de « municipalité », Nkurenkuru reçoit des fonds pour la mise en place de l'administration municipale et des moyens supplémentaires pour les infrastructures et les services publics, ce qui a également conduit à créer quelques emplois. Parmi les grands projets en cours, on compte le bitumage de la route, longeant la rivière, qui conduit à Rundu ainsi qu'un projet d'irrigation pour une agriculture de proximité plus performante. Quelques investissements privés ont suivi, avec l'ouverture de boutiques et celle d'une agence bancaire (Bank Windhoek) ainsi que la création d'hébergements touristiques (résidences touristiques (lodges) et chambres d'hôtes) le long de la rivière.
L'aéroport de Nepara (code ICAO FYPN), relevant d'une ancienne base de la force aérienne sud-africaine, situé à 20 km au sud-ouest, sert d'aéroport commercial. À 35 km on trouve le poste frontière de Katwitwi, d'où part une route permettant de rejoindre Menongue en Angola.

## Politique
Nkurenkuru est dirigée par un conseil municipal qui, en novembre 2015, compte sept sièges.